# Cantonul Authon-du-Perche
Cantonul Authon-du-Perche este un canton din arondismentul Nogent-le-Rotrou, departamentul Eure-et-Loir, regiunea Centru, Franța.

## Comune
| Comune                 | Populație (1999) | Cod poștal | Cod INSEE |
| ---------------------- | ---------------- | ---------- | --------- |
| Les Autels-Villevillon | 120              | 28330      | 28016     |
| Authon-du-Perche       | 1 287            | 28330      | 28018     |
| La Bazoche-Gouet       | 1 249            | 28330      | 28027     |
| Beaumont-les-Autels    | 451              | 28480      | 28031     |
| Béthonvilliers         | 133              | 28330      | 28038     |
| Chapelle-Guillaume     | 188              | 28330      | 28078     |
| Chapelle-Royale        | 339              | 28290      | 28079     |
| Charbonnières          | 260              | 28330      | 28080     |
| Coudray-au-Perche      | 328              | 28330      | 28111     |
| Les Étilleux           | 188              | 28330      | 28144     |
| Luigny                 | 376              | 28480      | 28219     |
| Miermaigne             | 202              | 28480      | 28252     |
| Moulhard               | 142              | 28160      | 28273     |
| Saint-Bomer            | 178              | 28330      | 28327     |
| Soizé                  | 249              | 28330      | 28376     |